# Proceedings of the National Academy of Sciences of the United States of America
Proceedings of the National Academy of Sciences of the United States of America (kurz PNAS oder nach ISO 4 Proc. Natl. Acad. Sci. U.S.A.) ist eine wissenschaftliche Fachzeitschrift, die von der National Academy of Sciences der Vereinigten Staaten von Amerika herausgegeben wird. Sie erscheint seit 1915 wöchentlich als gedruckte Ausgabe und hat alle wissenschaftlichen Disziplinen zum Thema, mit einem Schwerpunkt auf Beiträgen aus der Biologie und angrenzenden Bereichen wie der Medizin und der Biotechnologie. Die aktuelle Herausgeberin ist seit 2019 May Berenbaum.
Vor einer Veröffentlichung in PNAS unterliegen wissenschaftliche Publikationen einem Peer-Review, also einer fachlichen Beurteilung durch andere Wissenschaftler, die als unabhängige Gutachter fungieren. Mitglieder der Akademie sind dabei berechtigt, für bis zu vier eigene Veröffentlichungen pro Jahr den Peer-Review-Prozess selbst zu organisieren.
Die Gesamtzahl der bisher in PNAS veröffentlichten Artikel zählt zu den höchsten aller wissenschaftlichen Zeitschriften. Der Impact Factor als Maß für die durchschnittliche Zahl an Zitationen pro veröffentlichtem Artikel lag im Jahr 2019 bei 9,412, womit PNAS den achthöchsten Impact Factor aller 71 multidisziplinär ausgerichteten Fachzeitschriften hatte.
Sechs Monate nach der Veröffentlichung sind PNAS-Artikel online im Volltext frei zugänglich (sogenannter Delayed Open Access).